# 葡漢辭典

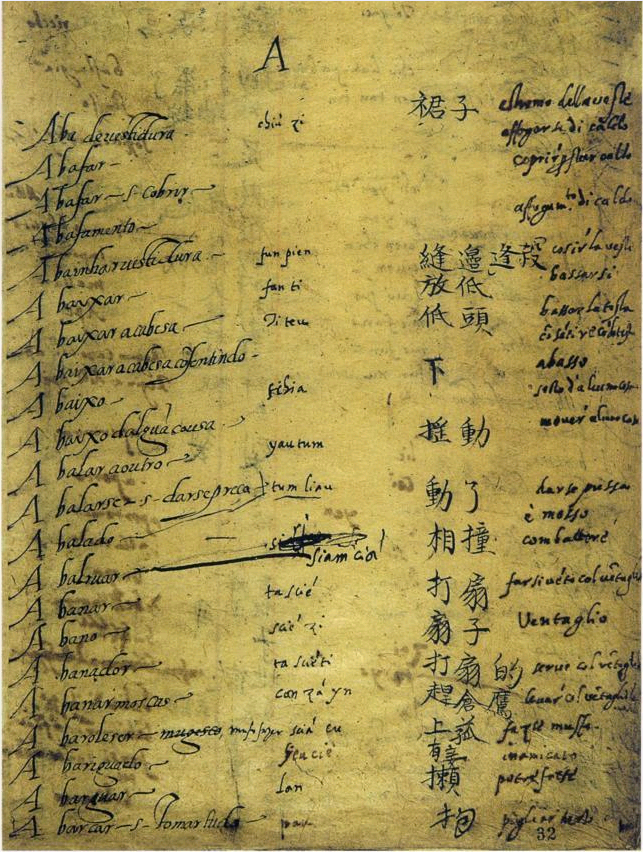
羅明堅、利瑪竇、钟巴相(鍾鸣仁)所編的《葡漢辭典》手稿。

《葡漢辭典》是由義大利籍天主教耶穌會士羅明堅於1579年7月抵達澳門後，學習漢語所作的筆記手稿，內容包括葡語、拉丁字母之漢語注音、漢字(單字及詞組)構成，用於澳門聖保祿學院教授由歐洲來華的耶穌會士學習漢語之用。後由利瑪竇等繼續完善。是第一部葡語漢語辭典，是中歐文化交流的成果，具有重大意義。